# Grand Prix w piłce siatkowej mężczyzn
Grand Prix w piłce siatkowej mężczyzn – coroczny turniej siatkarski organizowany przez Szwedzki Związek Piłki Siatkowej (Svenska Volleybollförbundet, SVBF) od sezonu 1997/1998. Są to drugie najważniejsze seniorskie rozgrywki w piłce siatkowej w Szwecji po Elitserien.
Rozgrywki odbywają się w połowie każdego sezonu na przełomie roku. Biorą w nich udział cztery najlepsze zespoły pierwszej rundy fazy zasadniczej Elitserien.
W ramach turnieju rozgrywane są półfinały, mecz o 3. miejsce i finał, z wyjątkiem sezonów 2000/2001 oraz 2020/2021. W sezonie 2000/2001 w Grand Prix uczestniczyło sześć drużyn, natomiast w sezonie 2020/2021 nie został rozegrany mecz o 3. miejsce. W sezonie 2021/2022 ze względu na problemy terminarzowe związane z pandemią COVID-19 rozgrywki nie odbyły się.
Od 2016 roku gospodarzem Grand Prix jest Uppsala. Wcześniej w latach 2001-2015 turniej odbywał się w Katrineholmie.
Jak dotychczas najwięcej razy (ośmiokrotnie) w Grand Prix triumfował zespół Hylte/Halmstad VBK.

## Medaliści
| Sezon | Sezon     | Miejsce                                              | 1. miejsce                                           | Wynik                                                | 2. miejsce                                           |                                                      | 3. miejsce                                           | Wynik                                                | 4. miejsce                                           |
| ----- | --------- | ---------------------------------------------------- | ---------------------------------------------------- | ---------------------------------------------------- | ---------------------------------------------------- | ---------------------------------------------------- | ---------------------------------------------------- | ---------------------------------------------------- | ---------------------------------------------------- |
| 1.    | 1997/1998 | Katrineholm                                          | Sollentuna VK                                        | 3:0                                                  | Uppsala VBS                                          | IKSU                                                 | 3:0                                                  | Floby/Falköping                                      |                                                      |
| 2.    | 1998/1999 | Vingåker                                             | Örkelljunga VK                                       | 3:0                                                  | Uppsala VBS                                          | Sollentuna VK                                        | 3:2                                                  | IKSU                                                 |                                                      |
| 3.    | 1999/2000 | Tierp                                                | Hylte VBK                                            | 2:0                                                  | Örkelljunga VK                                       | IKSU                                                 | 2:0                                                  | VBK Tierp                                            |                                                      |
| 4.    | 2000/2001 | Vingåker                                             | Hylte VBK                                            | 3:1                                                  | Vingåkers VK                                         | Örkelljunga VK                                       | 3:0                                                  | IKSU                                                 |                                                      |
| 5.    | 2001/2002 | Katrineholm                                          | Örkelljunga VK                                       | 3:0                                                  | Hylte VBK                                            | Habo Wolley                                          | 3:0                                                  | Team Valla                                           |                                                      |
| 6.    | 2002/2003 | Katrineholm                                          | Örkelljunga VK                                       | 3:0                                                  | Hylte VBK                                            | Team Valla                                           | 3:2                                                  | Sollentuna VK                                        |                                                      |
| 7.    | 2003/2004 | Katrineholm                                          | Team Valla-LiU                                       | 3:2                                                  | Örkelljunga VK                                       | Sollentuna VK                                        | 3:2                                                  | Vingåkers VK                                         |                                                      |
| 8.    | 2004/2005 | Katrineholm                                          | Hylte VBK                                            | 3:0                                                  | Falkenbergs VBK                                      | VBK Tierp                                            | 3:0                                                  | Floby VBK                                            |                                                      |
| 9.    | 2005/2006 | Katrineholm                                          | Falkenbergs VBK                                      | 3:1                                                  | Hylte VBK                                            | Team Valla                                           | 3:0                                                  | Habo Wolley                                          |                                                      |
| 10.   | 2006/2007 | Katrineholm                                          | Habo Wolley                                          | 3:0                                                  | Hylte VBK                                            | Falkenbergs VBK                                      | 3:2                                                  | Vingåkers VK                                         |                                                      |
| 11.   | 2007/2008 | Katrineholm                                          | Hylte VBK                                            | 3:2                                                  | Falkenbergs VBK                                      | Sollentuna VK                                        | 3:0                                                  | Vingåkers VK                                         |                                                      |
| 12.   | 2008/2009 | Katrineholm                                          | Falkenbergs VBK                                      | 3:0                                                  | Örkelljunga VK                                       | Vingåkers VK                                         | 3:0                                                  | Hylte VBK                                            |                                                      |
| 13.   | 2009/2010 | Katrineholm                                          | Falkenbergs VBK                                      | 3:1                                                  | Örkelljunga VK                                       | Linköpings VC                                        | 3:1                                                  | Sollentuna VK                                        |                                                      |
| 14.   | 2010/2011 | Katrineholm                                          | Falkenbergs VBK                                      | 3:0                                                  | Sollentuna VK                                        | VBK Tierp                                            | 3:2                                                  | Örkelljunga VK                                       |                                                      |
| 15.   | 2011/2012 | Katrineholm                                          | Linköpings VC                                        | 3:1                                                  | Falkenbergs VBK                                      | VBK Tierp                                            | 3:1                                                  | Habo Wolley                                          |                                                      |
| 16.   | 2012/2013 | Katrineholm                                          | Hylte/Halmstad VBK                                   | 3:2                                                  | Falkenbergs VBK                                      | Örkelljunga VK                                       | 3:1                                                  | Södertelge VBK                                       |                                                      |
| 17.   | 2013/2014 | Katrineholm                                          | Linköpings VC                                        | 3:1                                                  | Falkenbergs VBK                                      | Hylte/Halmstad VBK                                   | 3:0                                                  | VBK Tierp                                            |                                                      |
| 18.   | 2014/2015 | Katrineholm                                          | Linköpings VC                                        | 3:1                                                  | Falkenbergs VBK                                      | Örkelljunga VK                                       | 3:1                                                  | Hylte/Halmstad VBK                                   |                                                      |
| 19.   | 2015/2016 | Uppsala                                              | Falkenbergs VBK                                      | 3:0                                                  | Hylte/Halmstad VBK                                   | Örkelljunga VK                                       | 3:0                                                  | Linköpings VC                                        |                                                      |
| 20.   | 2016/2017 | Uppsala                                              | Falkenbergs VBK                                      | 3:2                                                  | Hylte/Halmstad VBK                                   | Linköpings VC                                        | 3:2                                                  | Örkelljunga VK                                       |                                                      |
| 21.   | 2017/2018 | Uppsala                                              | Linköpings VC                                        | 3:1                                                  | Hylte/Halmstad VBK                                   | Falkenbergs VBK                                      | 3:0                                                  | Sollentuna VK                                        |                                                      |
| 22.   | 2018/2019 | Uppsala                                              | Falkenbergs VBK                                      | 3:0                                                  | Hylte/Halmstad VBK                                   | Linköpings VC                                        | 3:0                                                  | Örkelljunga VK                                       |                                                      |
| 23.   | 2019/2020 | Uppsala                                              | Sollentuna VK                                        | 3:0                                                  | Örkelljunga VK                                       | Falkenbergs VBK                                      | 3:1                                                  | Hylte/Halmstad VBK                                   |                                                      |
| 24.   | 2020/2021 | Uppsala                                              | Hylte/Halmstad VBK                                   | 3:2                                                  | Sollentuna VK                                        | Habo Wolley Örkelljunga VK                           |                                                      |                                                      |                                                      |
| —     | 2021/2022 | Z powodu pandemii COVID-19 rozgrywki nie odbyły się. | Z powodu pandemii COVID-19 rozgrywki nie odbyły się. | Z powodu pandemii COVID-19 rozgrywki nie odbyły się. | Z powodu pandemii COVID-19 rozgrywki nie odbyły się. | Z powodu pandemii COVID-19 rozgrywki nie odbyły się. | Z powodu pandemii COVID-19 rozgrywki nie odbyły się. | Z powodu pandemii COVID-19 rozgrywki nie odbyły się. | Z powodu pandemii COVID-19 rozgrywki nie odbyły się. |
| 25.   | 2022/2023 | Uppsala                                              | Hylte/Halmstad VBK                                   | 3:0                                                  | Habo Wolley                                          |                                                      | Falkenbergs VBK                                      | 3:2                                                  | Lunds VK                                             |
| 26.   | 2023/2024 | Uppsala                                              | Hylte/Halmstad VBK                                   | 3:1                                                  | Floby VK                                             | Lunds VK                                             | 3:0                                                  | Habo Wolley                                          |                                                      |
| 27.   | 2024/2025 | Uppsala                                              | Floby VK                                             | 3:1                                                  | Habo Wolley                                          | Hylte/Halmstad VBK                                   | 3:1                                                  | Lunds VK                                             |                                                      |

## Bilans klubów
| Klub               | złoto | srebro | brąz |
| ------------------ | ----- | ------ | ---- |
| Hylte/Halmstad VBK | 8     | 8      | 2    |
| Falkenbergs VBK    | 7     | 6      | 4    |
| Linköpings VC      | 4     | 0      | 3    |
| Örkelljunga VK     | 3     | 5      | 5    |
| Sollentuna VK      | 2     | 2      | 3    |
| Habo Wolley        | 1     | 2      | 2    |
| Floby VK           | 1     | 1      | 0    |
| Team Valla         | 1     | 0      | 2    |
| Uppsala VBS        | 0     | 2      | 0    |
| Vingåkers VK       | 0     | 1      | 1    |
| VBK Tierp          | 0     | 0      | 3    |
| IKSU               | 0     | 0      | 2    |
| Lunds VK           | 0     | 0      | 1    |